# Ахил Лариски
Вижте пояснителната страница за други личности с името Ахил.
Ахил Лариски (на гръцки: Αχίλλειος)е християнски светец, известен още и като Ахил Преспански, по името на град Преспа, в днешна Северна Македония, където мощите му са пренесени от българския цар Самуил. 
Живее около края на 3.и и първата половина на 4. век. Първоначално е езичник. След като приема християнството става епископ на Лариса (Лариса Пеласгия в Тесалия, тогава част от римската провинция - Македония). Вероятно е сред жертвите на гоненията на Диоклециан. При управлението император Константин Велики Ахил участва в Първия Вселенски събор в Никея, като противник на Арий, свещеник от египетския град Александрия, и е сред духовниците, заклеймили арианството, като ерес. След събора се връща в Лариса, където според житието си върши чудеса, разрушава много езически капища и гони бесове от хората (практикува примитивни форми на медицина и екзорсизъм). Известен ктитор на много църкви в Тесалия и Гърция.
Цар Самуил, след превземането на Лариса, пренася мощите на Свети Ахил от посветената му там базилика "Свети Ахил" на едноименния остров в Преспанското езеро, където ги полага в по-голяма базилика, също наречена „Свети Ахил“. Самуил е погребан в южния й кораб. Впоследствие мощите отново са преместени от византийците. В края на ΧΙΙΙ век сръбският крал Стефан Драгутин (13. -14. век) издига или престроява църквата „Свети Ахил“ в Ариле, където са пренесени и вероятно - погребани мощите на Ахил Лариски.